# Charles van Lerberghe
Charles van Lerberghe, född 21 oktober 1861 i Gent, död 26 oktober 1907 i Bryssel, var en belgisk poet och dramatiker.
van Lerberghe gick i samma jesuitskola som Maurice Maeterlinck och fick som skolpojke pris i en tävlan om en hymn över den obefläckade avlelsen. Efter skolgången upphörde dock hans kyrkliga åskådning, och han påverkades närmast av Stéphane Mallarmé och en del moderna engelska författare. Han debuterade i La pleïade och La Parnasse de la jeune Belgique med dikter, skrev ett symbolistiskt litet marionettskådespel, Les flaireurs (1889), diktsamlingen Entrevisions (1898), det lyriska dramat Chanson d’Eve (1904) och det satiriska Pan (1906) med flera. Hans dikter fylls av spiritualistiska stämningar.